# Poebrotherium
Poebrotherium es un género extinguido de camélidos, que vivió a finales del Eoceno y el Oligoceno, hace unos 35 millones de años, en América del Norte,en la zona de Dakota del Norte.
Este animal de un metro de longitud era más parecido a los camellos actuales que su predecesor, el Protylopus. El cráneo era similar al de una llama. Los dedos de los pies están evolucionados para poder moverse más deprisa que el Protylopus. El Poebrotherium tenía mandíbulas largas y los dientes incisivos se extendían hacia adelante, como en los camellos actuales, que le permiten al animal cortar la vegetación para alimentarse.